# Los Médicis
Los Médicis (título original en italiano, I Medici) es una ópera en cuatro actos con música y libreto de Ruggero Leoncavallo. Se estrenó en el Teatro dal Verme en Milán el 9 de noviembre de 1893. No tuvo éxito en su día y nunca ha entrado a formar parte del repertorio estándar.

## Personajes
| Personaje                   | Tesitura          | Reparto del estreno 9 de noviembre de 1893 (Director: Rodolfo Ferrari) |
| --------------------------- | ----------------- | ---------------------------------------------------------------------- |
| Giuliano de' Medici         | tenor             | Francesco Tamagno                                                      |
| Lorenzo de' Medici          | barítono          | Ottorino Beltrami                                                      |
| Simonetta Cattanei          | soprano lírico    | Adelina Stehle-Garbin                                                  |
| Fioretta de' Gori           | soprano dramática | Adele Gini Pizzorni                                                    |
| Giambattista da Montesecco  | bajo              | Giovanni Scarneo                                                       |
| Francesco Pazzi             | bajo              | Ludovico Contini                                                       |
| Bernardo Bandini Baroncelli | tenor             | Giovanni Pagliano                                                      |
| Il Poliziano                | barítono          | Vittorio Bellati                                                       |
| Arzobispo Salviati          | bajo              | Gaetano Biancardi                                                      |
| Madre de Simonetta          | mezzosoprano      | Federica Casali                                                        |

## Argumento
La ópera está ambientada en la Italia del Renacimiento y se refiere a intrigas que se centran alrededor de la familia Médicis. Juliano de Médicis ama a Simonetta Cattanei, quien intenta advertirle de que hay una conspiración contra su familia. Pero ella resulta muerta por Montesecco, un asesino contratado por el papa Sixto V. Juliano resulta muerto por los conspiradores, pero Lorenzo de Médicis se escapa con la ayuda del poeta Poliziano. Luego gana el apoyo de su pueblo, quien lincha a los conspiradores.

## Grabaciones
Una grabación de la ópera fue lanzada en el año 2010 en Deutsche Grammophon con Plácido Domingo como Juliano de Médicis. Fue grabada en julio de 2007 en el Teatro Comunale de Florencia.